# Campeonato Baiano 2010
In 2010 werd het 106de Campeonato Baiano gespeeld voor voetbalclubs uit de Braziliaanse staat Bahia. De competitie werd gespeeld van 16 januari tot 2 mei en werd georganiseerd door de FBF. Vitória werd kampioen. 

## Eerste fase

### Groep A
| Plaats | Club                   | Wed. | W | G | V | Saldo | Ptn. |
| ------ | ---------------------- | ---- | - | - | - | ----- | ---- |
| 1.     | Vitória                | 12   | 9 | 1 | 2 | 26:9  | 28   |
| 2.     | Vitória da Conquista   | 12   | 7 | 3 | 2 | 22:14 | 24   |
| 3.     | Atlético de Alagoinhas | 12   | 6 | 2 | 4 | 14:11 | 20   |
| 4.     | Bahia de Feira         | 12   | 4 | 4 | 4 | 13:10 | 16   |
| 5.     | Madre de Deus          | 12   | 2 | 7 | 3 | 19:19 | 13   |
| 6.     | Colo Colo              | 12   | 3 | 1 | 8 | 15:28 | 10   |

|  | Geplaatst voor tweede fase |
|  | Naar degradatiegroep       |

### Groep B
| Plaats | Club                | Wed. | W | G | V | Saldo | Ptn. |
| ------ | ------------------- | ---- | - | - | - | ----- | ---- |
| 1.     | Bahia               | 12   | 7 | 3 | 2 | 23:13 | 24   |
| 2.     | Camaçari            | 12   | 4 | 5 | 3 | 19:18 | 17   |
| 3.     | Fluminense de Feira | 12   | 4 | 4 | 4 | 16:16 | 16   |
| 4.     | Feirense            | 12   | 3 | 3 | 6 | 11:15 | 12   |
| 5.     | Ipitanga            | 12   | 3 | 2 | 7 | 15:29 | 11   |
| 6.     | Itabuna             | 12   | 2 | 1 | 9 | 7:18  | 7    |

|  | Geplaatst voor tweede fase |
|  | Naar degradatiegroep       |

## Tweede fase

### Groep A
| Plaats | Club                   | Wed. | W | G | V | Saldo | Ptn. |
| ------ | ---------------------- | ---- | - | - | - | ----- | ---- |
| 1.     | Vitória                | 6    | 4 | 1 | 1 | 12:4  | 13   |
| 2.     | Bahia de Feira         | 6    | 3 | 1 | 2 | 7:5   | 10   |
| 3.     | Vitória da Conquista   | 6    | 2 | 1 | 3 | 6:7   | 7    |
| 4.     | Atlético de Alagoinhas | 6    | 0 | 3 | 3 | 4:12  | 3    |

|  | Geplaatst voor halve finale |

### Groep B
| Plaats | Club                | Wed. | W | G | V | Saldo | Ptn. |
| ------ | ------------------- | ---- | - | - | - | ----- | ---- |
| 1.     | Bahia               | 6    | 5 | 1 | 0 | 18:7  | 16   |
| 2.     | Camaçari            | 6    | 2 | 2 | 2 | 9:12  | 8    |
| 3.     | Feirense            | 6    | 1 | 2 | 3 | 4:10  | 5    |
| 4.     | Fluminense de Feira | 6    | 1 | 1 | 4 | 11:13 | 4    |

|  | Geplaatst voor halve finale |

### Degradatiegroep
| Plaats | Club          | Wed. | W | G | V | Saldo | Ptn. |
| ------ | ------------- | ---- | - | - | - | ----- | ---- |
| 1.     | Ipitanga      | 6    | 3 | 1 | 2 | 12:11 | 10   |
| 2.     | Colo Colo     | 6    | 3 | 0 | 3 | 7:11  | 9    |
| 3.     | Madre de Deus | 6    | 2 | 2 | 2 | 9:8   | 8    |
| 4.     | Itabuna       | 6    | 2 | 1 | 3 | 8:6   | 7    |

|  | Degradatie naar Segunda Divisão |

## Knock-outfase
In geval van gelijke stand gaat de club met het beste resultaat in de competitie door.
|  | Halve finale   | Halve finale | Halve finale |   |         | Finale | Finale | Finale |
|  |                |              |              |   |         |        |        |        |
|  | Camarçi        | 2            | 1            |   |         |        |        |        |
|  | Vitória        | 2            | 1            |   |         |        |        |        |
|  | Vitória        | 2            | 1            |   | Vitória | 0      | 2      |        |
|  |                |              |              |   | Vitória | 0      | 2      |        |
|  |                | Bahia        | 1            | 1 |         |        |        |        |
|  | Bahia de Feira | Bahia        | 1            | 1 | 0       | 1      |        |        |
|  | Bahia de Feira |              |              |   | 0       | 1      |        |        |
|  | Bahia          | 0            | 1            |   |         |        |        |        |

Details finale
|               |       |            |         |                                                                           |
| 25 april Heen | Bahia | 0 – 1      | Vitória | Pituaçu, Salvador Toeschouwers: 32.157 Scheidsrechter: Wilson Luiz Seneme |
| 25 april Heen |       | 79' Júnior |         | Pituaçu, Salvador Toeschouwers: 32.157 Scheidsrechter: Wilson Luiz Seneme |

| Bahia | Vitória |

|             |             |       |                             |                                                                             |
| 2 mei Terug | Vitória     | 1 – 2 | Bahia                       | Barradão, Salvador Toeschouwers: 23.237 Scheidsrechter: Héber Roberto Lopes |
| 2 mei Terug | Elkeson 18' |       | Rodrigo Gral 47' Lima 90+1' | Barradão, Salvador Toeschouwers: 23.237 Scheidsrechter: Héber Roberto Lopes |

| Vitória | Bahia |

## Kampioen
| Campeonato Baiano de 2010 |
| ------------------------- |
| VITÓRIA 26º Titel         |